# Wellington United
Der Wellington United Association Football Club ist ein neuseeländischer Fußballklub aus Wellington.

## Vorgängerklubs

### Wellington Diamond United
Durch eine Fusion von Diamond und Zealandia/Wellington United entstand im Jahr 1968 Wellington Diamond United.
Die Geschichte von Diamond geht bis auf das Jahr 1893 zurück, als dieser von Mitgliedern des Star Rugby Club gegründet wurde, um gemeinsam Fußball zu spielen, im Jahr 1895 wurde man zu einer festen Herren-Mannschaft.
Der Klub unter dem Namen Zealandia wurde im Jahr 1954 gegründet und wechselte im Jahr 1964 seinen Namen zum späteren Wellington United.
Die Mannschaft spielte zum Zeitpunkt ab der Fusion in der Central Region Division 1 und schloss diese als vierter von zehn Mannschaften ab. Zur Spielzeit 1973 schaffte man es dann auch einmal bis in die National Soccer League, stieg direkt jedoch wieder ab. Kurz darauf gelang aber auch schon wieder die Rückkehr und so gelang es auch in den Spielrunden 1976, 1981 und 1985 jeweils die Meisterschaft zu gewinnen.

### Hungaria und Wellington City
Der Klub Hungaria wurde im Jahr 1962 von ungarischen Einwanderern gegründet. Nachdem man lange in den Ligen der Central Region gespielt hatte, nahm man auf Einladung zur Saison 1970 an der neuen National League teil. Mit nur drei Siegen in der Saison reichte es gerade einmal für den Vorletzten Platz, womit dies dann auch die einzige Saison in der Liga für den Klub war, zumindest unter dem eigenen Namen. Denn zur Folgesaison tat man sich mit den Miramar Rangers zusammen, um unter dem Namen Wellington City in der darauffolgenden Spielzeit anzutreten. Da sich Miramar von der Kooperation nach dieser Saison dann auch schon wieder von dieser zurückzog, nahm Hungaria noch einmal in der Spielrunde 1972 unter dem geänderten Namen teil.
Im Jahr 1973 ging es in der Division 2 der Central League wieder als Hungaria weiter, wobei City mittlerweile eigenständig war. Nach einem guten zweiten Platz, gelang hier in der Folgesaison die Meisterschaft und damit die Rückkehr in die Division 1. Hier konnte man sich zumindest bis zur Saison 1977 halten und stieg danach über den letzten Platz wieder ab. Nach zwei weiteren mäßigen Spielzeiten kam es im Jahr 1979 dann abschließend zur endgültigen Zusammenlegung von Hungaria und City.

## Geschichte
Im Jahr 1986 fusionierten Wellington Diamond United und Wellington City, um zusammen Wellington City Diamond United zu gründen. Kurz danach wurde der Name dann aber schon auf Wellington United angepasst. Durch eine strategische Partnerschaft mit Wellington Phoenix kam es dazu, dass die Mannschaft als Reserve-Team in der Central League antrat. Aus dieser stieg man irgendwann danach wieder ab und kehrte zur Spielzeit 2022 wieder in die Central League zurück, diesmal spielte man somit erstmals im System der eine Saison zuvor eingeführten neuen National League. Mit 18 Punkten reichte es über den achten Platz am Ende dieser Spielzeit dann auch für den Klassenerhalt.